# Mantova 1911 2020-2021
Questa voce raccoglie le informazioni riguardanti il Mantova 1911 nelle competizioni ufficiali della stagione 2020-2021.

## Stagione
Conquistata dopo tre anni la promozione in Serie C, il Mantova ritorna tra i professionisti nel segno della continuità societaria: per la terza stagione consecutiva, infatti, il presidente è Ettore Masiello e il direttore sportivo Emanuele Righi. La rosa, invece, viene rivoluzionata: della squadra che ha vinto il campionato di Serie D, restano a disposizione del nuovo tecnico Emanuele Troise, che prende il posto di Gianluca Garzon come allenatore, i soli Guccione, Finocchio e Tosi. Salutano Mantova dopo due stagioni Luigi Scotto, capocannoniere della passata stagione (trasferitosi al Latte Dolce Sassari), Luigi Giorgi e il capitano Cristian Altinier, che passa all'Arzignano Valchiampo. Tornano invece a vestire la maglia biancorossa Rayyan Baniya e Vincenzo Silvestro, due protagonisti del Mantova di Massimo Morgia. Nel complesso la squadra è formata da giovani di buone prospettive affiancati da elementi più esperti.
Il campionato del Mantova inizia a Fermo, contro la Fermana: i biancorossi, grazie a una rete di Guccione su rigore, iniziano la Serie C con tre punti. Il ritorno al Martelli è però amaro: il Mantova esce sconfitto per 2-1 contro il Carpi. Dopo la sconfitta con il Padova, il Mantova risorge in casa con una sorprendente vittoria per 5-1 contro il Perugia.
Il 13 ottobre, a sorpresa, la società comunica l'interruzione del rapporto con Emanuele Righi, che lascia così il Mantova dopo due stagioni ad altissimo rendimento culminate con la promozione in Serie C. A prendere il suo posto è Alessandro Battisti, proveniente dall'Aprilia.
La squadra nel frattempo incassa una sconfitta in trasferta contro la Sambenedettese, ma si conferma in casa con un altro pokerissimo rifilato al Matelica, rivelazione delle prime giornate, a cui fa seguito la vittoria di Fano. Nel mese di novembre il Mantova accusa una lieve flessione nei risultati, con solo tre punti, frutto di tre pareggi, in quattro giornate. I due successi consecutivi casalinghi ottenuti a fine mese contro l'Arezzo (nel recupero di una gara in precedenza rinviata per i numerosi casi di positività al Covid-19 tra i toscani) e il Ravenna permettono tuttavia ai biancorossi di rilanciarsi portandosi al sesto posto in classifica. A questi fa seguito l'importantissima vittoria in casa della Feralpisalò, che permette al Mantova di raggiungere addirittura la quarta posizione. Il 2020 si chiude però in calando, con due sconfitte (tra le quali spicca il pesante 0-4 casalingo contro il Cesena) e un pareggio, che fanno scivolare i biancorossi al nono posto, ai limiti della zona playoff.
Il 2021 si apre con il ritorno alla vittoria dei biancorossi, che sconfiggono per 4-1 in trasferta la Vis Pesaro rilanciandosi in zona playoff e allungando al contempo a dieci punti il distacco dalla zona playout; dal 2015 il Mantova non vinceva la prima gara dell'anno solare (0-2 a Como). Il mese di febbraio si rivela disastroso per i biancorossi, che subiscono tre pesanti sconfitte consecutive, tra cui lo storico 0-6 subito dal Padova, che rappresenta il peggior risultato interno della storia del club. I pari contro Sambenedettese (nonostante la doppia inferiorità numerica) e Matelica fanno presagire una ripresa, ma a questi segue invece la deludente sconfitta contro il Fano.
La striscia negativa, con due soli punti conquistati in sei partite e la squadra scivolata ai margini della zona playoff, mette in discussione il tecnico Troise. Il 27 febbraio, tuttavia, il Mantova riesce a uscire dalla crisi, vincendo nettamente (5-1) sul campo dell'Imolese. Seguono tre pareggi consecutivi, ottenuti contro un Arezzo in ripresa, con il Sudtirol e il Modena, squadre di vertice, che impattano positivamente sul morale della squadra ma allo stesso tempo fanno scivolare il Mantova fuori dalla zona playoff. I biancorossi ritornano al decimo posto alla trentunesima giornata, tornando a vincere in casa in rimonta sulla Virtus Vecomp. Il pari a Cesena alla quintultima giornata sancisce la matematica salvezza dei biancorossi.
La squadra chiude il finale di stagione in calando, vincendo nelle ultime sei giornate solo una partita in casa del Ravenna fanalino di coda. Grazie ai risultati delle rivali, e grazie al Modena, che, in quanto miglior quarta, permette anche all'undicesima del girone B di qualificarsi per i playoff, il Mantova arriva all'ultima giornata in una posizione di vantaggio sulle dirette concorrenti: il pareggio per 1-1 è sufficiente per la qualificazione agli spareggi per la promozione, con il Mantova che può tornare a giocarsi la Serie B dopo undici anni. L'avventura ai playoff dura solamente un turno, con i biancorossi eliminati a Cesena a seguito di una sconfitta per 2-1.

## Divise e sponsor
Lo sponsor tecnico per la stagione 2020-2021 è Givova.
La prima maglia è come da tradizione bianca con una banda trasversale rossa. La divisa da trasferta ne riprende lo schema, invertendo i colori. Alle due maglie tradizionali si aggiunge una terza maglia azzurra con dettagli biancorossi. I portieri hanno a disposizione una divisa blu con banda trasversale bianca e una divisa nera con dettagli rossi; spesso tuttavia è stata utilizzata per i portieri una delle divise dei giocatori di movimento.
| Casa | Trasferta | Terza divisa |

| 1ª Portiere | 2ª Portiere |

Il main sponsor per la stagione 2020-2021 è TEA Energia, azienda mantovana che si occupa della vendita di luce, gas e teleriscaldamento per la casa e il lavoro. Per le partite casalinghe contro Imolese e Modena è presente sulle maglie anche il numero 45527 per il sostegno a un'iniziativa benefica collegata al "Progetto Pronto Soccorso di Citluk per tutte le Etnie e Religioni".

## Organigramma societario
Area direttiva
- Presidente: Ettore Masiello
- Vice-presidente e Direttore generale: Gianluca Pecchini
- Ufficio marketing: Lara Tassini

Area organizzativa
- Segretario generale: Simone Marconato
- Segretario sportivo: Claudio Naldi

Area tecnica
- Direttore sportivo: Alessandro Battisti (dal 5 novembre 2020; Emanuele Righi fino al 13 ottobre 2020)
- Team manager: Alberto Mascotto
- Allenatore: Emanuele Troise
- Vice-allenatore: Gianluca Garzon
- Collaboratore tecnico prima squadra e allenatore juniores: Matías Cuffa
- Preparatore atletico: Corrado Merighi
- Preparatore dei portieri: Federico Infanti

Area sanitaria
- Responsabile tecnico: Stefano Zarattoni
- Medico sociale: Dott. Enrico Ballardini
- Fisioterapista: Marcello Croci

## Rosa
| N. |                     | Ruolo | Calciatore                  |
| -- | ------------------- | ----- | --------------------------- |
| 1  | Italia (bandiera)   | P     | Andrea Tozzo                |
| 2  | Italia (bandiera)   | D     | Davide Bianchi              |
| 3  | Italia (bandiera)   | C     | Vincenzo Silvestro          |
| 4  | Italia (bandiera)   | D     | Gianmaria Zanandrea         |
| 5  | Italia (bandiera)   | D     | Lorenzo Checchi             |
| 6  | Italia (bandiera)   | C     | Alessio Militari            |
| 7  | Italia (bandiera)   | A     | Claudio Zappa               |
| 8  | Slovenia (bandiera) | C     | Urban Žibert                |
| 9  | Italia (bandiera)   | A     | Simone Ganz                 |
| 10 | Italia (bandiera)   | A     | Filippo Guccione (capitano) |
| 11 | Italia (bandiera)   | A     | Simone Rosso                |
| 12 | Italia (bandiera)   | A     | Gianmarco Zigoni            |
| 13 | Italia (bandiera)   | D     | Rayyan Baniya               |
| 14 | Italia (bandiera)   | D     | Giuseppe Palmiero           |
| 15 | Italia (bandiera)   | D     | Federico Tosi               |
| 15 | Senegal (bandiera)  | A     | Adama Sane                  |
| 16 | Italia (bandiera)   | C     | Matteo Gerbaudo             |

| N. |                     | Ruolo | Calciatore          |
| -- | ------------------- | ----- | ------------------- |
| 17 | Lettonia (bandiera) | C     | Aleksejs Saveljevs  |
| 18 | Italia (bandiera)   | D     | Mirko Esposito      |
| 19 | Italia (bandiera)   | C     | Leonardo Mazza      |
| 20 | Italia (bandiera)   | D     | Matteo Pinton       |
| 21 | Italia (bandiera)   | D     | Alessio Milillo     |
| 22 | Italia (bandiera)   | P     | Riccardo Tosi       |
| 23 | Italia (bandiera)   | D     | Erik Panizzi        |
| 24 | Italia (bandiera)   | A     | Michele Vano        |
| 25 | Italia (bandiera)   | A     | Niccolò Moreo       |
| 27 | Italia (bandiera)   | A     | Carmine Nappi       |
| 28 | Italia (bandiera)   | P     | Enrico Vencato      |
| 29 | Italia (bandiera)   | A     | Walid Cheddira      |
| 30 | Brasile (bandiera)  | C     | Lucas Felippe       |
| 32 | Italia (bandiera)   | A     | Matteo Cortesi      |
| 33 | Italia (bandiera)   | A     | Davide Di Molfetta  |
|    | Italia (bandiera)   | C     | Riccardo Lamberti   |
|    | Italia (bandiera)   | A     | Francesco Finocchio |

## Risultati

### Serie C girone B

#### Girone di andata
| Arbitro: | Acanfora (Castellammare di Stabia) |

|  |           |                     |
|  | Marcatori | 72’ (rig.) Guccione |

| Arbitro: | Carrione (Castellammare di Stabia) |

|              |           |                        |
| Guccione 76’ | Marcatori | 29’ Sabotic 36’ Valoti |

| Arbitro: | F. Longo (Paola) |

|                                               |           |              |
| Ronaldo 31’ (rig.) Bifulco 35’ Mandorlini 86’ | Marcatori | 11’ S. Rosso |

| Arbitro: | Bitonti (Bologna) |

|                                               |           |                    |
| Cheddira 1’ Zibert 6’, 58’ Ganz 77’ Zappa 85’ | Marcatori | 75’ (rig.) Moscati |

| Arbitro: | Angelucci (Foligno) |

|                          |           |  |
| Nocciolini 33’ Botta 42’ | Marcatori |  |

| Arbitro: | Scarpa (Collegno) |

|                                                                  |           |                             |
| Ganz 13’, 52’ (rig.), 57’ (rig.) Di Molfetta 62’ Cheddira 90'+5’ | Marcatori | 48’ Volpicelli 76’ Calcagni |

| Arbitro: | Marotta (Sapri) |

|             |           |                         |
| Paolini 90’ | Marcatori | 3’ Di Molfetta 26’ Ganz |

| Mantova 1º novembre 2020, ore 15:00 CET 8ª giornata | Mantova          | 0 – 0 referto | Imolese | Stadio Danilo Martelli (0 spett.)\| Arbitro: \| Andreano (Prato) \| |
| Arbitro:                                            | Andreano (Prato) |               |         |                                                                     |

| Arbitro: | Centi (Viterbo) |

|                                     |           |  |
| Ganz 58’ (rig.) Guccione 63’ (rig.) | Marcatori |  |

| Arbitro: | Luciani (Roma) |

|                        |           |                 |
| Rover 41’ Magnaghi 51’ | Marcatori | 90'+1’ Guccione |

| Mantova 16 novembre 2020, ore 21:00 CET 11ª giornata | Mantova                       | 0 – 0 referto | Modena | Stadio Danilo Martelli (0 spett.)\| Arbitro: \| Pascarella (Nocera Inferiore) \| |
| Arbitro:                                             | Pascarella (Nocera Inferiore) |               |        |                                                                                  |

| Arbitro: | Scatena (Avezzano) |

|                |           |          |
| Pittarello 28’ | Marcatori | 79’ Ganz |

| Arbitro: | Ancora (Roma) |

|               |           |           |
| Ganz 64’, 68’ | Marcatori | 25’ Perri |

| Arbitro: | Monaldi (Macerata) |

|              |           |                                        |
| D'Orazio 50’ | Marcatori | 47’ (rig.), 78’ (90+1), rig.’ Guccione |

| Arbitro: | E. Longo (Cuneo) |

|  |           |                                                         |
|  | Marcatori | 12’ Steffè 17’ Capanni 75’ Russini 90’ (aut.) Zanandrea |

| Legnago 20 dicembre 2020, ore 17:30 CET 16ª giornata | Legnago            | 0 – 0 referto | Mantova | Stadio Mario Sandrini (0 spett.)\| Arbitro: \| Cherchi (Carbonia) \| |
| Arbitro:                                             | Cherchi (Carbonia) |               |         |                                                                      |

| Arbitro: | Catanoso (Reggio Calabria) |

|               |           |                   |
| Saveljevs 75’ | Marcatori | 10’, 22’ J. Gomez |

| Arbitro: | Giordano (Novara) |

|            |           |                                           |
| Ejjaki 31’ | Marcatori | 6’, 17’ Cheddira 23’ (rig.), 59’ Guccione |

| Mantova 17 gennaio 2021, ore 17:30 CET 19ª giornata | Mantova                    | 0 – 0 referto | Triestina | Stadio Danilo Martelli (0 spett.)\| Arbitro: \| Cascone (Nocera Inferiore) \| |
| Arbitro:                                            | Cascone (Nocera Inferiore) |               |           |                                                                               |

#### Girone di ritorno
| Arbitro: | Grasso (Ariano Irpino) |

|              |           |  |
| Guccione 62’ | Marcatori |  |

| Arbitro: | Cosso (Reggio Calabria) |

|                          |           |  |
| Eleuteri 45’ De Sena 46’ | Marcatori |  |

| Arbitro: | Cudini (Fermo) |

|  |           |                                                                            |
|  | Marcatori | 4’ Cissè 16’ Bifulco 66’ Chiricò 70’ Hallfredsson 80’ Biasci 90'+1’ Kresic |

| Arbitro: | Costanza (Agrigento) |

|                                                |           |                         |
| Bianchimano 7’ 45'+2’ Falzerano 25’ Burrai 51’ | Marcatori | 14’ Baniya 22’ Cheddira |

| Arbitro: | Fiero (Pistoia) |

|                 |           |           |
| Ganz 40’ (rig.) | Marcatori | 27’ Botta |

| Macerata 18 febbraio 2021, ore 15:00 CET 25ª giornata | Matelica         | 0 – 0 referto | Mantova | Stadio Helvia Recina (0 spett.)\| Arbitro: \| Collu (Cagliari) \| |
| Arbitro:                                              | Collu (Cagliari) |               |         |                                                                   |

| Arbitro: | Pirrotta (Barcellona Pozzo di Gotto) |

|  |           |                         |
|  | Marcatori | 56’ Gentile 74’ Ferrara |

| Arbitro: | Emmanuele (Pisa) |

|             |           |                                                                          |
| Aurelio 80’ | Marcatori | 7’ Guccione 22’ Zanandrea 25’ (rig.) Di Molfetta 46’ Cheddira 90’ Zigoni |

| Arbitro: | Carella (Bari) |

|                          |           |              |
| Dipaolantonio 16’ (rig.) | Marcatori | 33’ Cheddira |

| Arbitro: | F. Longo (Paola) |

|                     |           |               |
| Guccione 90’ (rig.) | Marcatori | 20’ Casiraghi |

| Arbitro: | Frascaro (Firenze) |

|             |           |              |
| Tulissi 16’ | Marcatori | 52’ Guccione |

| Arbitro: | Zucchetti (Siena) |

|                                     |           |                          |
| Zibert 25’, 65’ Guccione 81’ (rig.) | Marcatori | 40’ Daffara 44’ Delcarro |

| Arbitro: | Bordin (Bassano del Grappa) |

|  |           |                                         |
|  | Marcatori | 39’ (rig.) Guccione 69’ (rig.) Cheddira |

| Arbitro: | Repace (Perugia) |

|  |           |              |
|  | Marcatori | 50’ Bergonzi |

| Cesena 3 aprile 2021, ore CEST 34ª giornata | Cesena             | 0 – 0 referto | Mantova | Orogel Stadium-Dino Manuzzi (0 spett.)\| Arbitro: \| Cherchi (Carbonia) \| |
| Arbitro:                                    | Cherchi (Carbonia) |               |         |                                                                            |

| Arbitro: | Ferrieri Caputi (Livorno) |

|  |           |                            |
|  | Marcatori | 9’ Ricciardi 59’ Grandolfo |

| Gubbio 18 aprile 2021, ore 15:00 CEST 36ª giornata | Gubbio                     | 0 – 0 referto | Mantova | Stadio Pietro Barbetti (0 spett.)\| Arbitro: \| Di Cairano (Ariano Irpino) \| |
| Arbitro:                                           | Di Cairano (Ariano Irpino) |               |         |                                                                               |

| Arbitro: | Scarpa (Collegno) |

|  |           |            |
|  | Marcatori | 8’ Cannavò |

| Arbitro: | Carrione (Castellammare di Stabia) |

|               |           |             |
| Tartaglia 76’ | Marcatori | 8’ Cheddira |

### Playoff
| Arbitro: | Acanfora (Castellammare di Stabia) |

|                             |           |                 |
| Bortolussi 30’ Caturano 36’ | Marcatori | 44’ (rig.) Ganz |

## Statistiche

### Statistiche di squadra
| Competizione    | Punti | In casa | In casa | In casa | In casa | In casa | In casa | In trasferta | In trasferta | In trasferta | In trasferta | In trasferta | In trasferta | Totale | Totale | Totale | Totale | Totale | Totale | D.R. |
| Competizione    | Punti | G       | V       | N       | P       | Gf      | Gs      | G            | V            | N            | P            | Gf           | Gs           | G      | V      | N      | P      | Gf     | Gs     | D.R. |
| --------------- | ----- | ------- | ------- | ------- | ------- | ------- | ------- | ------------ | ------------ | ------------ | ------------ | ------------ | ------------ | ------ | ------ | ------ | ------ | ------ | ------ | ---- |
| Serie C         | 49    | 19      | 6       | 5       | 8       | 22      | 28      | 19           | 6            | 8            | 5            | 25           | 21           | 38     | 12     | 13     | 13     | 47     | 49     | -2   |
| Playoff Serie C | -     | 0       | 0       | 0       | 0       | 0       | 0       | 1            | 0            | 0            | 1            | 1            | 2            | 1      | 0      | 0      | 1      | 1      | 2      | -1   |
| Totale          | -     | 19      | 6       | 5       | 8       | 22      | 28      | 20           | 6            | 8            | 6            | 26           | 23           | 39     | 12     | 13     | 14     | 48     | 51     | -3   |

### Andamento in campionato
| Giornata  | 1 | 2 | 3  | 4  | 5  | 6  | 7 | 8 | 9  | 10 | 11 | 12 | 13 | 14 | 15 | 16 | 17 | 18 | 19 | 20 | 21 | 22 | 23 | 24 | 25 | 26 | 27 | 28 | 29 | 30 | 31 | 32 | 33 | 34 | 35 | 36 | 37 | 38 |
| --------- | - | - | -- | -- | -- | -- | - | - | -- | -- | -- | -- | -- | -- | -- | -- | -- | -- | -- | -- | -- | -- | -- | -- | -- | -- | -- | -- | -- | -- | -- | -- | -- | -- | -- | -- | -- | -- |
| Luogo     | T | C | T  | C  | T  | C  | T | C | C  | T  | C  | T  | C  | T  | C  | T  | C  | T  | C  | C  | T  | C  | T  | C  | T  | C  | T  | T  | C  | T  | C  | T  | C  | T  | C  | T  | C  | T  |
| Risultato | V | P | P  | V  | P  | V  | V | N | V  | P  | N  | N  | V  | V  | P  | N  | P  | V  | N  | V  | P  | P  | P  | N  | N  | P  | V  | N  | N  | N  | V  | V  | P  | N  | P  | N  | N  | N  |
| Posizione | 5 | 8 | 15 | 11 | 14 | 12 | 8 | 8 | 10 | 12 | 12 | 8  | 6  | 4  | 8  | 7  | 9  | 7  | 7  | 7  | 7  | 8  | 8  | 10 | 10 | 10 | 10 | 11 | 11 | 11 | 10 | 12 | 12 | 10 | 10 | 10 | 10 | 10 |

Legenda:

Luogo: C = Casa; T = Trasferta. Risultato: V = Vittoria; N = Pareggio; P = Sconfitta.

### Statistiche individuali
| Giocatore      | Campionato | Campionato | Campionato  | Campionato | Playoff  | Playoff | Playoff     | Playoff    | Totale   | Totale | Totale      | Totale     |
| Giocatore      | Presenze   | Reti       | Ammonizioni | Espulsioni | Presenze | Reti    | Ammonizioni | Espulsioni | Presenze | Reti   | Ammonizioni | Espulsioni |
| -------------- | ---------- | ---------- | ----------- | ---------- | -------- | ------- | ----------- | ---------- | -------- | ------ | ----------- | ---------- |
| R. Baniya      | 9          | 1          | 4           | 0          | 0        | 0       | 0           | 0          | 9        | 1      | 4           | 0          |
| D. Bianchi     | 27         | 0          | 5           | 0          | 1        | 0       | 1           | 0          | 28       | 0      | 6           | 0          |
| L. Checchi     | 34         | 0          | 5           | 0          | 0        | 0       | 0           | 0          | 34       | 0      | 5           | 0          |
| W. Cheddira    | 38         | 9          | 3           | 0          | 1        | 0       | 0           | 0          | 39       | 9      | 3           | 0          |
| M. Cortesi     | 2          | 0          | 1           | 0          | 0        | 0       | 0           | 0          | 2        | 0      | 1           | 0          |
| D. Di Molfetta | 28         | 3          | 3           | 0          | 0        | 0       | 0           | 0          | 28       | 3      | 3           | 0          |
| M. Esposito    | 4          | 0          | 3           | 0          | 0        | 0       | 0           | 0          | 4        | 0      | 3           | 0          |
| L. Felippe     | 29         | 0          | 2           | 0          | 0        | 0       | 0           | 0          | 29       | 0      | 2           | 0          |
| F. Finocchio   | 0          | 0          | 0           | 0          | 0        | 0       | 0           | 0          | 0        | 0      | 0           | 0          |
| S. Ganz        | 30         | 10         | 4           | 0          | 1        | 1       | 0           | 0          | 31       | 11     | 4           | 0          |
| M. Gerbaudo    | 37         | 0          | 6           | 0          | 1        | 0       | 0           | 0          | 38       | 0      | 6           | 0          |
| F. Guccione    | 32         | 15         | 8           | 1          | 1        | 0       | 0           | 0          | 33       | 15     | 8           | 1          |
| R. Lamberti    | 0          | 0          | 0           | 0          | 0        | 0       | 0           | 0          | 0        | 0      | 0           | 0          |
| L. Mazza       | 19         | 0          | 3           | 0          | 1        | 0       | 1           | 0          | 20       | 0      | 4           | 0          |
| A. Milillo     | 25         | 0          | 4           | 0          | 1        | 0       | 0           | 0          | 26       | 0      | 4           | 0          |
| A. Militari    | 28         | 0          | 3           | 0          | 0        | 0       | 0           | 0          | 28       | 0      | 3           | 0          |
| N. Moreo       | 5          | 0          | 2           | 1          | 0        | 0       | 0           | 0          | 5        | 0      | 2           | 1          |
| C. Nappi       | 1          | 0          | 0           | 0          | 0        | 0       | 0           | 0          | 1        | 0      | 0           | 0          |
| G. Palmiero    | 0          | 0          | 0           | 0          | 0        | 0       | 0           | 0          | 0        | 0      | 0           | 0          |
| E. Panizzi     | 27         | 0          | 1           | 0          | 1        | 0       | 0           | 0          | 28       | 0      | 1           | 0          |
| M. Pinton      | 18         | 0          | 2           | 0          | 1        | 0       | 0           | 0          | 19       | 0      | 2           | 0          |
| S. Rosso       | 15         | 1          | 1           | 0          | 0        | 0       | 0           | 0          | 15       | 1      | 1           | 0          |
| A. Sane        | 6          | 0          | 0           | 0          | 1        | 0       | 0           | 0          | 7        | 0      | 0           | 0          |
| A. Saveljevs   | 15         | 1          | 3           | 0          | 1        | 0       | 0           | 0          | 16       | 1      | 3           | 0          |
| V. Silvestro   | 24         | 0          | 2           | 1          | 1        | 0       | 0           | 0          | 25       | 0      | 2           | 1          |
| F. Tosi        | 2          | 0          | 0           | 0          | 0        | 0       | 0           | 0          | 2        | 0      | 0           | 0          |
| R. Tosi        | 17         | -20        | 1           | 0          | 1        | -2      | 0           | 0          | 18       | -22    | 1           | 0          |
| A. Tozzo       | 22         | -29        | 0           | 1          | 0        | 0       | 0           | 0          | 22       | -29    | 0           | 1          |
| M. Vano        | 13         | 0          | 5           | 0          | 0        | 0       | 0           | 0          | 13       | 0      | 5           | 0          |
| E. Vencato     | 0          | 0          | 0           | 0          | 0        | 0       | 0           | 0          | 0        | 0      | 0           | 0          |
| G. Zanandrea   | 29         | 1          | 3           | 0          | 1        | 0       | 1           | 0          | 30       | 1      | 4           | 0          |
| C. Zappa       | 12         | 1          | 1           | 0          | 0        | 0       | 0           | 0          | 12       | 1      | 1           | 0          |
| U. Zibert      | 33         | 4          | 6           | 0          | 1        | 0       | 0           | 0          | 34       | 4      | 6           | 0          |
| G. Zigoni      | 15         | 1          | 0           | 0          | 1        | 0       | 0           | 0          | 16       | 1      | 0           | 0          |